# NGC 7155
NGC 7155 је спирална галаксија у сазвежђу Индијанац која се налази на NGC листи објеката дубоког неба.
Деклинација објекта је - 49° 31' 19" а ректасцензија 21h 56m 9,8s. Привидна величина (магнитуда) објекта NGC 7155 износи 12,2 а фотографска магнитуда 13,2. Налази се на удаљености од 23,5000 милиона парсека од Сунца. NGC 7155 је још познат и под ознакама IC 5143, ESO 237-16, FAIR 991, PGC 67663.